# Carex conferta
Carex conferta är en halvgräsart som beskrevs av Ferdinand von Hochstetter och Achille Richard. Carex conferta ingår i släktet starrar, och familjen halvgräs. IUCN kategoriserar arten globalt som livskraftig.

## Underarter
Arten delas in i följande underarter:
- C. c. conferta
- C. c. leptosaccus